# Hermann Maier
Hermann Maier (Altenmarkt, 7 december 1972) is een voormalig professioneel Oostenrijks alpineskiër. Gedurende zijn loopbaan als skiër veroverde Maier onder andere viermaal de wereldbeker algemeen (1998, 2000, 2001 en 2004), twee Olympische gouden medailles (beide tijdens de Olympische Winterspelen 1998) en drie WK-titels (twee in 1999 en één in 2005). Hij geldt als een van de meest succesvolle skiërs aller tijden.

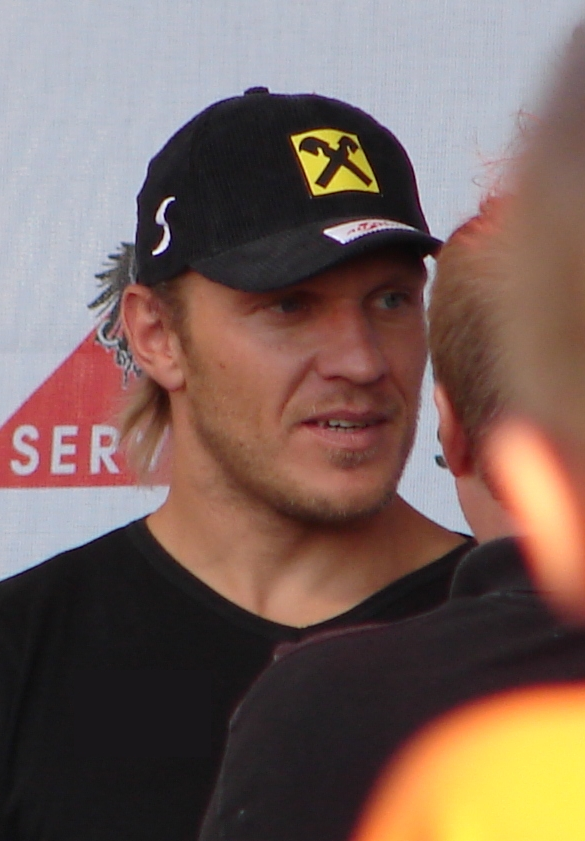
Herminator

## Het begin
In het begin van zijn carrière wist Maier nog niet al te veel te winnen en stond hij niet bekend als een uitmuntend talent. Toen hij 15 jaar oud was, werd hij door de directie van de ski-academie in Schladming naar huis gestuurd. Men vertelde hem dat vanwege zijn fors gebouwde lichaam nooit zou redden om op een hoog niveau te kunnen skiën. Hij keerde huiswaarts en ging verder skiën bij de skischool van zijn vader in Flachau. In de zomermaanden was hij metselaar en gedurende de winter was hij skileraar voor beginnende skiërs.
Maier deed veelvuldig mee aan lokale wedstrijden in Tirol en het Salzburger Land en werd meervoudig regionaal kampioen, maar hij kreeg nog altijd geen plaats in het sterke Oostenrijkse World Cup team.

## De doorbraak
Hij kon het van zich afzetten en ging door met skiën op de manier dat hij het gewend was. Zijn talent werd door de Oostenrijkse nationale coaches voor het eerst opgemerkt in 1996, toen hij tijdens een wedstrijd in Flachau de twaalfde tijd van de dag neerzette op de reuzenslalom, terwijl hij slechts een voorskiër was. Ondanks dat hij officieel niet meedeed aan die wedstrijd, betekende dat resultaat wel zijn doorbraak en was dat moment het begin van zijn imposante internationale carrière. In 1997 won hij zijn eerste World Cup wedstrijd, de Super-G in Garmisch-Partenkirchen. Hij ontwikkelde zich in korte tijd tot een explosieve en dynamische skiër, die vooral bekendstond om zijn kracht, zijn doorzettingsvermogen en de wil om risico's te nemen.

## Gouden tijd
Hermann Maier begon de sport te domineren en won steeds meer wedstrijden. Tijdens de Olympische Winterspelen 1998 was hij de grote favoriet op de afdaling, maar kwam hard ten val toen hij een bocht miste en van de piste afvloog. Wonder boven wonder kwam hij er zonder kleerscheuren vanaf. Sterker nog, een aantal dagen later won hij de gouden medaille op de reuzenslalom, gevolgd door nog een gouden medaille op de Super-G. In één klap was hij wereldwijd een bekende sporter en ging hij de geschiedenis in als een Olympische legende. In datzelfde jaar won hij de World Cup Super-G en de algemene wereldbeker. Diezelfde algemene wereldbeker won hij ook in 2000 en 2001.

## Zwarte tijd

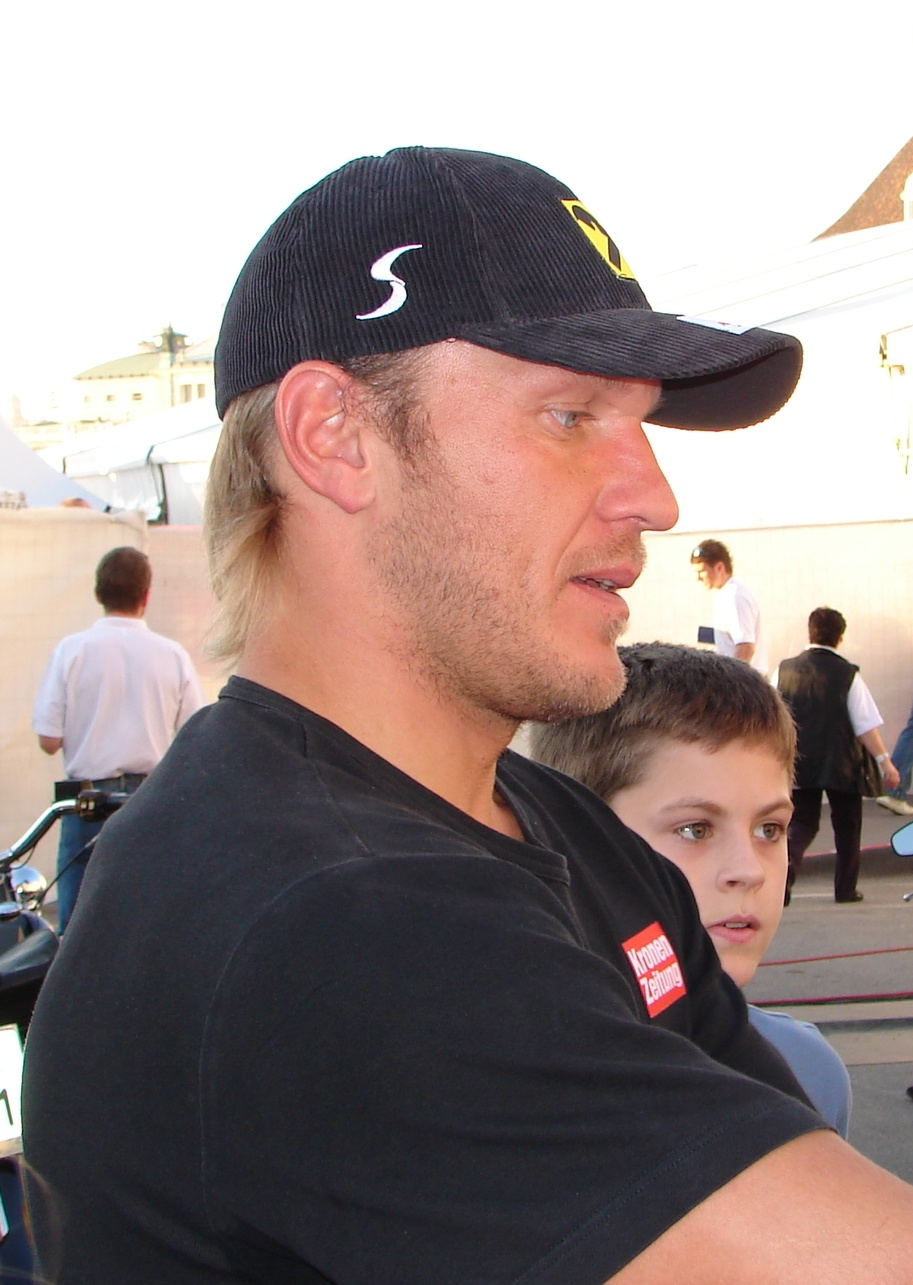
"Day of Sports" Festival 2006 Vienna, Austria

In augustus 2001 leek zijn carrière voorbij te zijn, nadat hij bijna om het leven was gekomen bij een zwaar motorongeluk. Hij overleefde het ongeluk, maar voor zijn carrière werd gevreesd. De doktoren waren dicht bij het moment dat ze zijn been moesten amputeren. Uiteindelijk kwam het zover niet en Maier begon met een langdurige revalidatie. De seizoenen 2001/2002 en 2002/2003 gingen compleet aan hem voorbij, waardoor hij ook de Olympische Winterspelen 2002 in Salt Lake City miste.

## De comeback
Tot verbazing van velen keerde Maier in januari 2003 terug in de World Cup tijdens de reuzenslalom wedstrijd in Adelboden. Nog groter was de verbazing toen hij twee weken later de Super-G wedstrijd op de verraderlijke piste van Kitzbühel wist te winnen. Het seizoen daaropvolgend deed hij weer vanaf het begin af aan mee en won hij meteen weer het Wereldbeker klassement op de Super-G en voor de vierde keer in zijn carrière het algemene klassement. In 2004 ontving hij dan ook de Laureus World Sports Award voor de "Comeback van het jaar".

## Recente prestaties
Ondanks dat Maier ouder wordt en vaak tegen kleine blessures oploopt blijft de Oostenrijker winnen. Zo wint Maier de Wereldtitel op de reuzenslalom tijdens de wereldkampioenschappen in Bormio(Ita). Tijdens de opening van het Wereldbekerseizoen 2005/2006 wint Maier de reuzenslalom in Sölden (Oos). In dat seizoen wint hij ook nog twee Super-G races en een afdaling. Bovendien pakt Maier tijdens de Olympische Spelen in Turijn (Sestriere) brons op de reuzenslalom en zilver op de Super-G. Hierna volgen twee teleurstellende seizoenen. In de Oostenrijkse media wordt dan ook volop gespeculeerd over een naderend afscheid. Maar de Hermanitor laat zich niet kisten en handhaaft zich in het Oostenrijkse alpineteam. In het seizoen 2008/2009 laat Maier zien nog altijd mee te kunnen. In november 2008 wint Maier in Lake Louise (Can) een Wereldbeker Super-G, zijn 54e Wereldbekerzege in zijn carrière. Een week later wordt hij tweede op de afdaling in Beaver Creek (VS). Tijdens de wereldkampioenschappen in Val d'Isère (Fra) lukt het Maier niet potten te breken.
Op 13 oktober 2009 maakt Maier bekend dat hij per direct uit de actieve wedstrijdsport stapt. Hij beëindigt deze dag zijn (top)sportcarrière.

## Trivia
Vanwege zijn imposante bouw kreeg hij de bijnaam "The Herminator", in navolging van de eveneens imposant gebouwde in Oostenrijk geboren Arnold Schwarzenegger, die de bijnaam "The Terminator" kreeg. Samen met Schwarzenegger verscheen Maier in het avondprogramma van Jay Leno.
In 2004 schreef Maier een autobiografie over zijn leven met zijn vriend en voormalige media-woordvoerder Knut Okresek. Het boek kreeg de Duitse titel "Hermann Maier: Das Rennen meines Lebens" (De race van mijn leven) mee. Niet zozeer doelend op zijn prestaties, maar vooral op de strijd die hij aanging om terug te keren op niveau na zijn motorongeluk. Eind 2005 werd het boek in het Engels uitgebracht onder de titel "The race of my life".
In november 2008 behaalde hij met zijn overwinning op de Super-G in Lake Louise Canada zijn 54e overwinning in een World Cup wedstrijd. Hij werd daarmee de op een na succesvolste World Cup skiër aller tijden achter Ingemar Stenmark.

## Resultaten
| evenement           | 2006   | 2005  | 2004 | 2003   | 2002 | 2001   | 2000 | 1999  | 1998 | 1997 | 1996 |
| ------------------- | ------ | ----- | ---- | ------ | ---- | ------ | ---- | ----- | ---- | ---- | ---- |
| World Cup algemeen  |        | Brons | Goud | 45e    | -    | Goud   | Goud | Brons | Goud | 21e  | 106e |
| Olympische Spelen   |        |       |      |        |      |        |      |       |      |      |      |
| Reuzenslalom        | Brons  |       |      |        |      |        |      |       | Goud |      |      |
| Super-G             | Zilver |       |      |        |      |        |      |       | Goud |      |      |
| Wereldkampioenschap |        |       |      |        |      |        |      |       |      |      |      |
| Afdaling            |        |       |      | 8e     |      | Zilver |      | Goud  |      |      |      |
| Reuzenslalom        |        | Goud  |      |        |      | 4e     |      |       |      |      |      |
| Super-G             |        |       |      | Zilver |      | Brons  |      | Goud  |      |      |      |

| Logo van de Olympische Spelen | Goud | Zilver | Brons | Logo van de Olympische Spelen |
|                               | 2    | 1      | 1     |                               |

1952: Stein Eriksen ·
1956: Toni Sailer ·
1960: Roger Staub ·
1964: François Bonlieu ·
1968: Jean-Claude Killy ·
1972: Gustav Thöni ·
1976: Heini Hemmi ·
1980: Ingemar Stenmark ·
1984: Max Julen ·
1988: Alberto Tomba ·
1992: Alberto Tomba ·
1994: Markus Wasmeier ·
1998: Hermann Maier ·
2002: Stephan Eberharter ·
2006: Benjamin Raich ·
2010: Carlo Janka ·
2014: Ted Ligety ·
2018: Marcel Hirscher ·
2022: Marco Odermatt
1988: Franck Piccard ·
1992: Kjetil André Aamodt ·
1994: Markus Wasmeier ·
1998: Hermann Maier ·
2002: Kjetil André Aamodt ·
2006: Kjetil André Aamodt ·
2010: Aksel Lund Svindal ·
2014: Kjetil Jansrud ·
2018: Matthias Mayer ·
2022: Matthias Mayer
- Gemeinsame Normdatei: 12011464X
- International Standard Name Identifier: 0000 0001 1446 3776
- Library of Congress Control Number: n99017418
- Nationale Bibliotheek van Tsjechië: xx0028412
- Système universitaire de documentation: 118659634
- Virtual International Authority File: 64829732
- WorldCat: E39PBJrwX9mBwJDYvBvPXd7j4q